# Stawek (Białoruś)
Stawek (biał. Ставок; ros. Ставок) – wieś na Białorusi, w obwodzie brzeskim, w rejonie pińskim, w sielsowiecie Stawek, przy drodze republikańskiej R6.
Znajduje się tu parafialna cerkiew prawosławna pw. Wniebowstąpienia Pańskiego.

## Historia
W dwudziestoleciu międzywojennym leżał w Polsce, w województwie poleskim, w powiecie pińskim. Od XIX w. do 18 kwietnia 1928 siedziba zarządu gminy Stawek. Po jej zniesieniu wieś weszła w skład gminy Pinkowicze.
Po II wojnie światowej w granicach Związku Sowieckiego. Od 1991 w niepodległej Białorusi.